# 星の散歩
『星の散歩』（ほしのさんぽ）は、藤末さくらによる日本の漫画作品、及びそれを表題作とする短編集。

## 収録作品
- プレゼント（『マリカ』〈扶桑社〉2008年6月号）
- 猫ぐらし（『BE・LOVE増刊 ねこぞう』〈講談社〉2008年春号）
- 五丁目の夢屋敷（『BE・LOVE』〈講談社〉2009年10号）
- 五丁目のおんなのこ（『BE・LOVE』2010年1号）
- 星の散歩（『BE・LOVE』2011年2号）
- あの星（『マリカ』2008年7月号）

## あらすじ
プレゼント
約束していた誕生日を忘れた彼氏に怒り、何度もかかってくる謝罪の電話を無視し続け、バイト仲間と飲み歩くカナ。翌朝、彼からの電話に出たカナにもたらされたのは彼の訃報だった。
猫ぐらし
作者が自宅の庭先で衰弱死しかけていた野良猫を保護し、飼い始めた顛末を描くショートエッセイ。
五丁目の夢屋敷
少し不思議な力を持つ、保育園の時間外保育職員の夢野晴花。先立った母を追うように病気になった父を看取り、ただ見ていることしかできなかった自分を悔いる。
五丁目のおんなのこ
夫を突然の事故で亡くした悦子が、夫を思い出しながら、前へ進む決意をする。 ※ 悦子は前作の晴花と同級生で、本作にも晴花は登場する。
星の散歩
妹ばかり可愛がられ、理不尽なことで怒られるのに嫌気がさした祐花。ある日、学校帰りに妹と衰弱した猫を見つけ、飼うのを反対された祐花は、夜中にこっそりエサをやりにいくが、何日目かに猫は死んでしまう。
あの星
こんぺいとう、少女漫画、少女時代の思いが蘇るショートコミック。

## 書誌情報（兼出典）
- 藤末さくら 『星の散歩』 講談社〈KC BE・LOVE〉 2011年3月15日発売、ISBN 978-4-06-380311-2